# Mason Plumlee
Mason Alexander Plumlee (Fort Wayne, 5 de março de 1990) é um jogador norte- americano de basquete profissional que atualmente joga no Charlotte Hornets da National Basketball Association (NBA).
Ele jogou basquete universitário pelo Duke Blue Devils, sendo campeão nacional junto com seu irmão Miles, e foi selecionado pelo Brooklyn Nets como a 22ª escolha geral no Draft da NBA de 2013. Plumlee também fez parte da Seleção Americana que conquistou a medalha de ouro na Copa do Mundo de 2014.

## Carreira no ensino médio
Plumlee frequentou a Warsaw Community High School em Warsaw, Indiana, antes de se transferir para a Christ School em Arden, Carolina do Norte, após seu primeiro ano. Na Christ School, Mason ajudou a liderar a equipe a três títulos estaduais da North Carolina High School Athletic Association e um recorde de 99–8. 
Em seu último ano, Plumlee foi nomeado um McDonald's All-American depois de ter médias de 15,3 pontos, 10,1 rebotes, 3,3 assistências e 2,5 bloqueios. Ele foi nomeado o Mr. Basquete da Carolina do Norte em 2009 pelo Charlotte Observer. 
Ele também competiu em competições de salto em altura, tendo 2,0m como seu melhor salto individual.
| Nome | Cidade Natal                              | Escola/Universidade | Altura                | Peso               | Data da revisão         |
| --- | ----------------------------------------- | ------------------- | --------------------- | ------------------ | ----------------------- |
| Mason Plumlee PF/C | Warsaw, Indiana                           | Christ School (NC)  | 6 ft 10.5 in (2.10 m) | 207.5 lb (94,1 kg) | 27 de Fevereiro de 2008 |
| Mason Plumlee PF/C | Recrutamento: Rivais: Scout: ESPN: 98/100 |                     |                       |                    |                         |
| Classificação geral de novatos: Scout: 6º \| Rivals: 55º \| ESPN: 10º |                                           |                     |                       |                    |                         |
| - Nota : Em muitos casos, Scout, Rivals, 247Sports e ESPN podem entrar em conflito em suas listas de altura e peso, nestes casos, a média foi obtida. - Nota: A ESPN mede os calouros numa escala de 0 a 100. - Fonte: |                                           |                     |                       |                    |                         |

## Carreira universitária

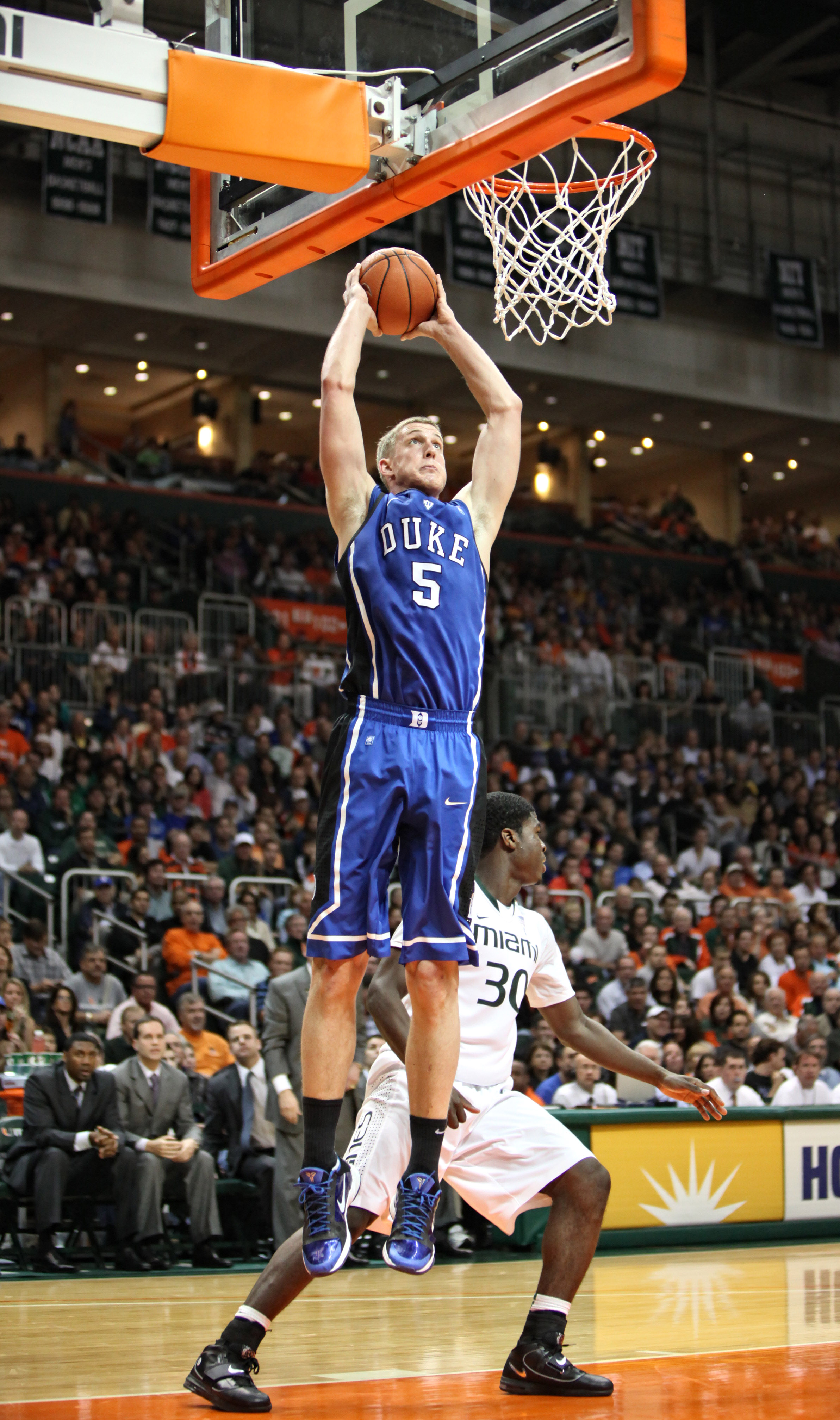
Plumlee fazendo uma enterrada por Duke em 2011

Seu irmão, Miles, havia se comprometido originalmente a jogar em Stanford, mas optou por segui-lo até Duke depois que o técnico de Stanford, Trent Johnson, foi para a LSU. Mason estava exultante, já que haviam estudado juntos no colégio e nunca passavam muito tempo separados.
Mason perdeu os primeiros seis jogos da temporada de 2009-10 com o pulso esquerdo quebrado. Ele e Miles geralmente se alternavam em jogos, substituindo Brian Zoubek e Lance Thomas, e muitas vezes eram os primeiros jogadores a sair do banco. O companheiro de equipe, Nolan Smith, disse sobre ele: "Ele é um atleta. Pode correr e saltar como os melhores do país".
Até 4 de abril de 2010, Mason estava empatado em primeiro da equipe em bloqueios com 30. Com uma média de 14,1 minutos durante a temporada de 2009-10, ele obteve médias de 3,1 rebotes e 0,9 bloqueios.
O técnico Mike Krzyzewski disse: "Mason tem a chance de ser muito, muito bom. Ele tem as habilidades de um armador, o corpo de um pivô e uma grande mente para o basquete. Ele é muito competitivo, gosta do palco e está confortável com a bola".
Informado no início de abril de 2010 que alguns serviços de recrutamento o viam como o melhor potencial da equipe, Plumlee disse: "Eu vi isso. Eu nem mesmo sei o que dizer a essas pessoas. Quer dizer, vamos ser realistas. Estou tentando jogar o melhor que posso, mas na realidade ninguém vai do banco para a NBA".
Mason foi titular em 11 dos primeiros 13 jogos do time na temporada de 2010-11, em 3 dos quais ele registrou duplos-duplos em pontos e rebotes. Nessa temporada, ele teve médias de 7,5 pontos, 8 rebotes e 1,5 bloqueios para ajudar a levar a equipe ao título nacional.
Ele foi selecionado para a Primeira-Equipe All-American de 2012–13 e finalista do Prêmio CLASSE Sênior de 2012–13.

## Carreira profissional

### Brooklyn Nets (2013–2015)

#### Temporada de 2013–14
Plumlee foi selecionado pelo Brooklyn Nets como a 22ª escolha geral no Draft da NBA de 2013. Em 3 de julho de 2013, ele assinou um contrato de 2 anos e US$2.6 milhões com os Nets.
Em 15 de novembro de 2013, em seu primeiro jogo contra seu irmão Miles e o Phoenix Suns, ele registrou 7 pontos, 3 rebotes e 2 assistências em uma vitória por 100-98. Na noite seguinte, com Brook Lopez e Kevin Garnett lesionados, Plumlee jogou 26 minutos contra o Los Angeles Clippers e registrou 19 pontos e 6 rebotes.
Plumlee foi selecionado para jogar no BBVA Rising Stars Challenge de 2014 no time de Chris Webber, enquanto seu irmão Miles foi escolhido para jogar no time de Grant Hill.
Em 9 de fevereiro de 2014, Plumlee registrou seu segundo duplo-duplo na NBA com 22 pontos e 13 rebotes. Em 17 de março de 2014, Miles e Mason Plumlee foram titulares dos Suns e dos Nets, respectivamente. Mason registrou 14 pontos e 11 rebotes e Miles teve 3 pontos e 6 rebotes na vitória dos Nets por 108-95.
Em 8 de abril de 2014, os Nets enfrentaram o bicampeão Miami Heat, procurando se tornar o primeiro time a vencer LeBron James em uma série de quatro jogos. Com Kevin Garnett descansando as costas e Andray Blatche doente, Plumlee era o único pivô ativo no elenco. Os Nets tinham uma vantagem de 88-87 nos segundos finais, quando James tentou uma enterrada que teria ganhado o jogo para o Heat. Plumlee bloqueou o arremessou e garantiu a vitória. O New York Times descreveu como um momento marcante em sua carreira. Embora James afirmasse que havia sofrido uma falta, a NBA mais tarde anunciou que a decisão foi correta e que o bloqueio foi limpo.
Em 70 jogos (22 como titular), ele teve médias de 7,4 pontos e 4,4 rebotes, sendo selecionado para a Primeira-Equipe de Novatos, tornando-se o primeiro jogador dos Nets desde Brook Lopez (2008-09) a receber tal honra.

#### Temporada de 2014-15

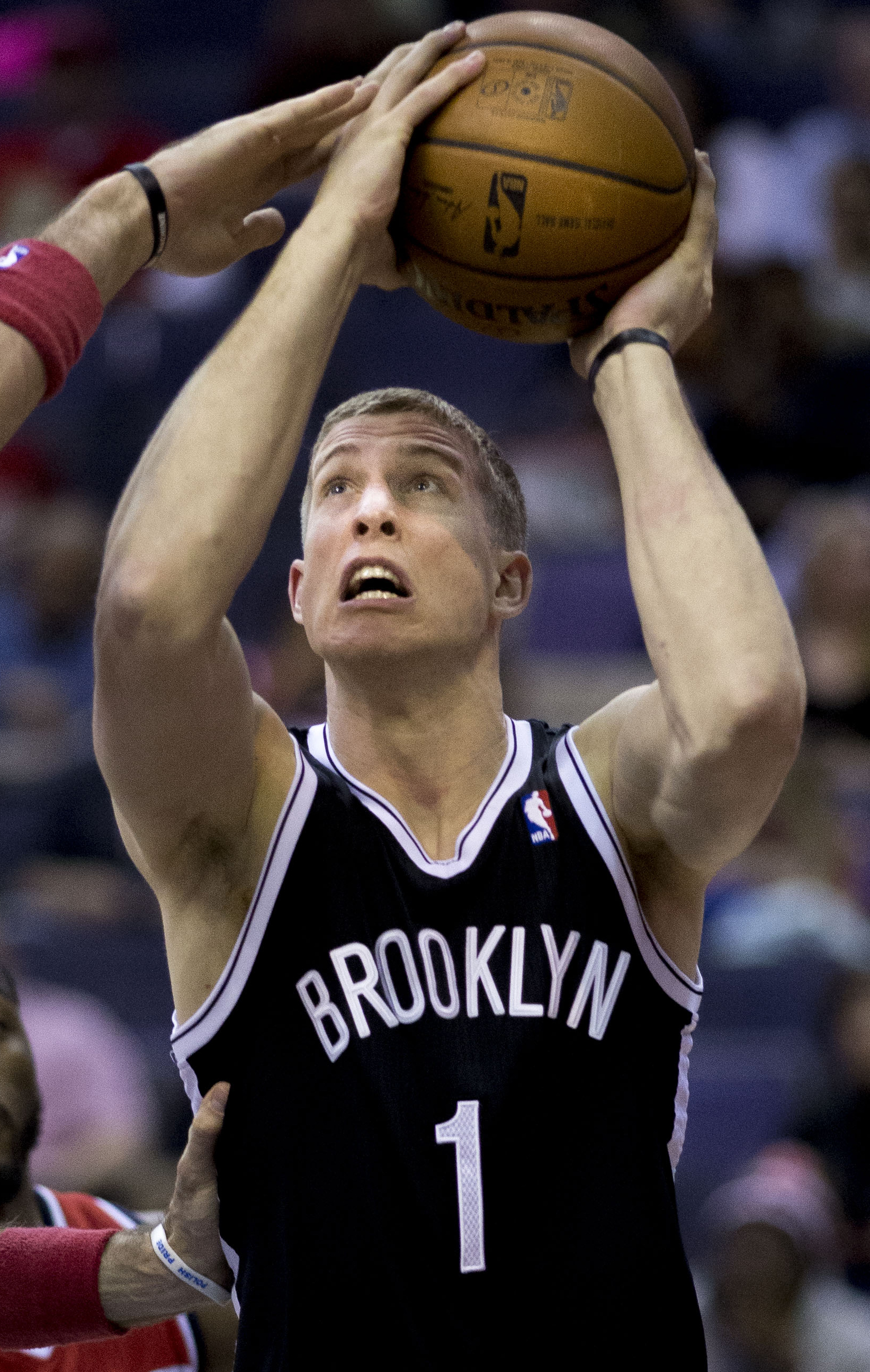
Plumlee com os Nets em 2014

Após a saída de Andray Blatche, Plumlee entrou na temporada como o principal reserva de Brook Lopez. Em 24 de outubro de 2014, os Nets exerceram sua opção de renovação no terceiro ano no contrato de novato de Plumlee, estendendo o contrato até a temporada de 2015-16.
Em 12 de dezembro, ele registrou 18 pontos e 10 rebotes na vitória sobre o Philadelphia 76ers por 88-70. Em 23 de dezembro, ele registrou 19 pontos e 13 rebotes, o recorde de sua carreira, na vitória por 102-96 sobre o Denver Nuggets. Em 12 de janeiro de 2015, ele marcou 24 pontos, recorde de sua carreira, na derrota por 113–99 para o Houston Rockets.

### Portland Trail Blazers (2015–2017)
Em 25 de junho de 2015, Plumlee foi negociado, junto com Pat Connaughton, para o Portland Trail Blazers em troca de Steve Blake e Rondae Hollis-Jefferson. Em 30 de setembro, os Trail Blazers exerceram sua opção de renovação no quarto ano no contrato de novato de Plumlee, estendendo o contrato até a temporada de 2016-17.
Em 14 de dezembro, ele registrou 15 pontos, 13 rebotes e seis assistências, o recorde da carreira, na vitória por 105-101 sobre o New Orleans Pelicans. Em 6 de janeiro, ele marcou 19 pontos, o melhor da temporada, na derrota para o Los Angeles Clippers. Em 18 de janeiro, ele registrou seu 12º duplo-duplo da temporada com 10 pontos e 11 rebotes na vitória por 108–98 sobre o Washington Wizards. Em 29 de janeiro, em uma vitória sobre o Charlotte Hornets, Plumlee registrou 13 pontos e 12 rebotes pelo 13º duplo-duplo, maior recorde de sua carreira, na temporada. Em 20 de março, ele teve 14 pontos e 19 rebotes em uma derrota por 132-120 para o Dallas Mavericks.
No Jogo 3 da primeira rodada dos playoffs contra o Los Angeles Clippers, Plumlee registrou 21 rebotes, o recorde da sua carreira, e nove assistências em uma vitória por 96-88. Ele se tornou o primeiro jogador com 19 ou mais rebotes e oito ou mais assistências em um jogo de playoff desde LeBron James em 2010. Ele também se tornou o primeiro pivô dos Blazers com mais de oito assistências em um jogo de pós-temporada desde Arvydas Sabonis em 1999. No Jogo 4 da série, Plumlee registrou 14 rebotes, 10 assistências, três bloqueios e dois pontos em uma vitória por 98–84, empatando a série em 2–2.
Em 7 de dezembro de 2016, em uma derrota para o Milwaukee Bucks, Plumlee se tornou o jogador mais rápido de Portland a registrar 150 rebotes e 100 assistências (23 jogos) desde Scottie Pippen em 1999-2000 (22 jogos). Em 8 de janeiro de 2017, ele registrou oito pontos, 12 assistências, o recorde de sua carreira, 10 rebotes, três bloqueios e um roubo de bola na derrota por 125-124 para o Detroit Pistons. Seus 10 rebotes e 12 assistências fizeram dele o primeiro pivô dos Blazers a ter um duplo-duplo nessas categorias desde Mychal Thompson em janeiro de 1984.

### Denver Nuggets (2017–2020)
Em 13 de fevereiro de 2017, Plumlee foi negociado, juntamente com uma escolha de segunda rodada do draft de 2018 e considerações em dinheiro, para o Denver Nuggets em troca de Jusuf Nurkić e uma escolha de primeira rodada do draft de 2017.
Em 20 de setembro de 2017, Plumlee assinou um contrato de 3 anos e US$41 milhões com os Nuggets. Após a morte de Kobe Bryant em janeiro de 2020, Plumlee decidiu mudar o número de sua camisa de 24 para 7 para homenagear Bryant, que vestiu o número 24 durante as dez temporadas finais de sua carreira.

### Detroit Pistons (2020–2021)
Em 1 de dezembro de 2020, Plumlee assinou um contrato de 3 anos e US$24.6 milhões com o Detroit Pistons.
Em 14 de fevereiro de 2021, Plumlee registrou seu primeiro triplo-duplo da carreira com 17 pontos, 10 rebotes e 10 assistências na vitória por 123-112 sobre o New Orleans Pelicans. Aos 30 anos e 346 dias, ele se tornou o jogador mais velho a registrar seu primeiro triplo-duplo desde Patrick Ewing aos 33 anos em 1996.

### Charlotte Hornets (2021–Presente)
Em 6 de agosto de 2021, Plumlee, junto com JT Thor, foi negociado com o Charlotte Hornets em troca dos direitos de draft de Balša Koprivica.

## Carreira na seleção nacional

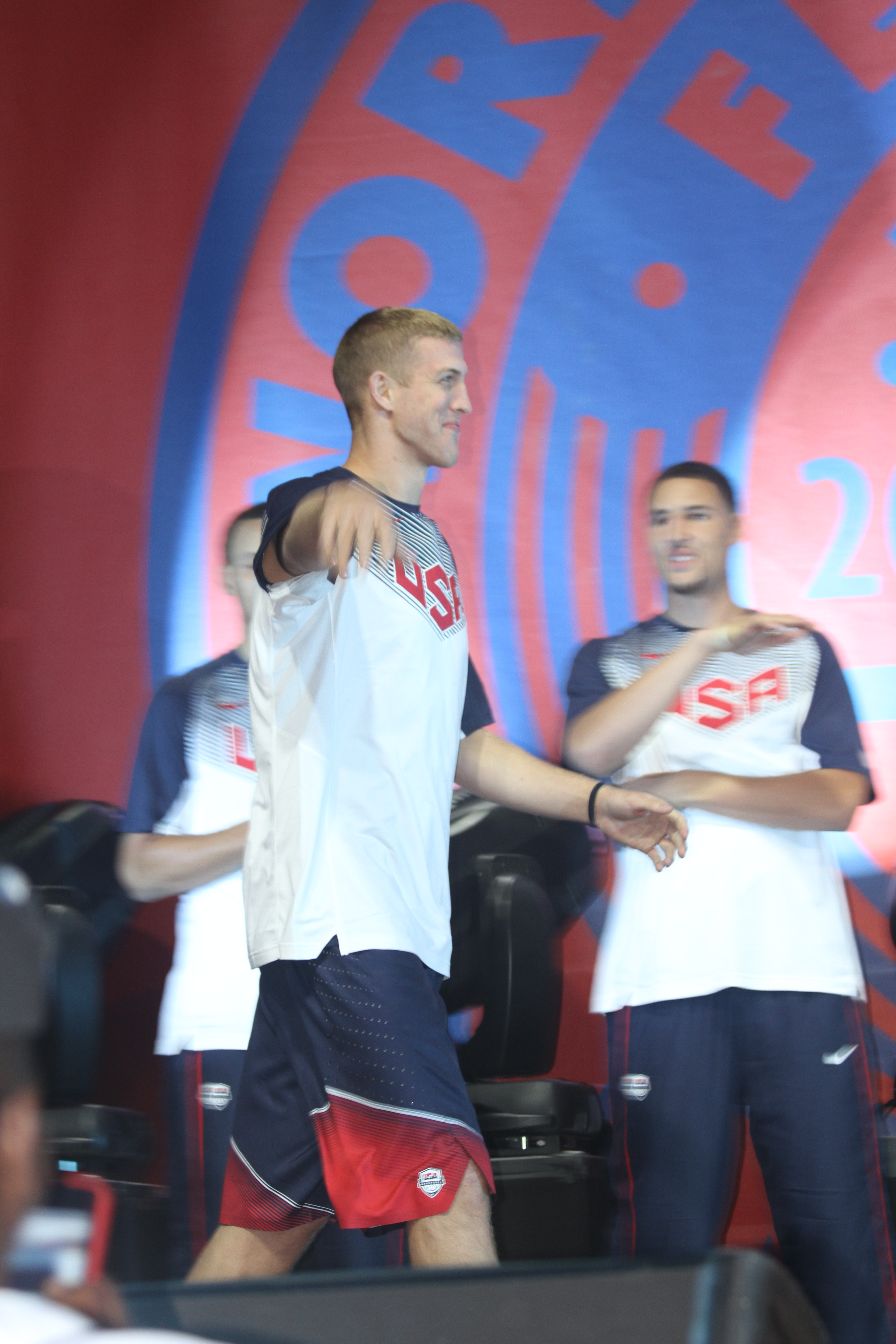
Plumlee com a equipe dos EUA no Festival Mundial de Basquete de 2014.

Plumlee fez parte da Seleção Americana que conquistou a medalha de ouro na Copa do Mundo de 2014. Ele também ganhou a prata com a equipe Sub-18 na Copa América Sub-18 de 2008.

## Estatísticas da carreira

### NBA

#### Temporada regular
| Ano      | Equipe    | PJ  | PT  | MPJ  | AP   | 3P   | LL   | RT  | AS  | BR | TO  | PPJ  |
| -------- | --------- | --- | --- | ---- | ---- | ---- | ---- | --- | --- | -- | --- | ---- |
| 2013–14  | Brooklyn  | 70  | 22  | 18.2 | .659 | .000 | .626 | 4.4 | .9  | .7 | .8  | 7.4  |
| 2014–15  | Brooklyn  | 82  | 45  | 21.3 | .573 | .000 | .495 | 6.2 | .9  | .8 | .8  | 8.7  |
| 2015–16  | Portland  | 82  | 82  | 25.4 | .516 | .000 | .642 | 7.7 | 2.8 | .8 | 1.0 | 9.1  |
| 2016–17  | Portland  | 54  | 54  | 28.1 | .532 | .000 | .567 | 8.0 | 4.0 | .9 | 1.2 | 11.1 |
| 2016–17  | Denver    | 27  | 10  | 23.4 | .547 | .000 | .618 | 6.4 | 2.6 | .7 | 1.1 | 9.1  |
| 2017–18  | Denver    | 74  | 26  | 19.5 | .601 | .000 | .456 | 5.4 | 1.9 | .7 | 1.1 | 7.1  |
| 2018–19  | Denver    | 82  | 17  | 21.1 | .593 | .200 | .561 | 6.4 | 3.0 | .8 | .9  | 7.8  |
| 2019–20  | Denver    | 61  | 1   | 17.3 | .615 | .000 | .535 | 5.2 | 2.5 | .5 | .6  | 7.2  |
| 2020–21  | Detroit   | 56  | 56  | 26.8 | .614 | .000 | .669 | 9.3 | 3.6 | .8 | .9  | 10.4 |
| 2021–22  | Charlotte | 73  | 73  | 24.6 | .641 | .000 | .392 | 7.7 | 3.1 | .8 | .7  | 6.5  |
| Carreira | Carreira  | 661 | 386 | 22.5 | .589 | .002 | .556 | 6.6 | 2.5 | .7 | .9  | 8.4  |

#### Playoffs
| Ano      | Equipe   | PJ | PT | MPJ  | AP   | 3P   | LL   | RT   | AS  | BR | TO  | PPJ |
| -------- | -------- | -- | -- | ---- | ---- | ---- | ---- | ---- | --- | -- | --- | --- |
| 2014     | Brooklyn | 10 | 0  | 11.4 | .438 | —    | .444 | 2.3  | .2  | .3 | .7  | 2.2 |
| 2015     | Brooklyn | 6  | 0  | 8.2  | .667 | —    | .364 | 1.3  | .3  | .7 | .3  | 2.0 |
| 2016     | Portland | 11 | 11 | 27.8 | .400 | —    | .636 | 11.8 | 4.8 | .6 | 1.0 | 7.0 |
| 2019     | Denver   | 14 | 0  | 15.6 | .511 | .000 | .571 | 4.4  | 1.5 | .5 | .7  | 4.6 |
| 2020     | Denver   | 19 | 0  | 10.9 | .487 | .000 | .667 | 3.2  | 1.3 | .2 | .4  | 2.4 |
| Carreira | Carreira | 60 | 11 | 14.7 | .500 | .000 | .536 | 4.6  | 1.6 | .4 | .6  | 3.6 |

### Universitário
| Ano      | Equipe   | PJ  | PT | MPJ  | AP   | 3P   | LL   | RT  | AS  | BR  | TO  | PPJ  |
| -------- | -------- | --- | -- | ---- | ---- | ---- | ---- | --- | --- | --- | --- | ---- |
| 2009-10  | Duke     | 34  | 1  | 14.1 | .462 | .250 | .543 | 3.1 | .9  | .5  | .9  | 3.7  |
| 2010-11  | Duke     | 37  | 31 | 25.9 | .589 | .000 | .441 | 8.5 | 1.5 | .9  | 1.7 | 7.2  |
| 2011-12  | Duke     | 34  | 31 | 28.4 | .572 | .000 | .528 | 9.2 | 1.6 | .8  | 1.6 | 11.1 |
| 2012-13  | Duke     | 36  | 36 | 34.7 | .599 | .000 | .681 | 9.9 | 1.9 | 1.0 | 1.4 | 17.1 |
| Carreira | Carreira | 141 | 99 | 25.7 | .555 | .062 | .548 | 7.6 | 1.4 | .8  | 1.4 | 9.7  |

Fonte:

## Vida pessoal
Plumlee cresceu com os irmãos Miles, que também jogou por Duke e atualmente joga pelo Perth Wildcats da National Basketball League, Marshall, que também jogou por Duke e também é jogador profissional de basquete, e a irmã Madeleine que joga vôlei pela Universidade de Notre Dame. Ele e Miles se tornaram o sexto par de irmãos a jogar em Duke ao mesmo tempo. Com o título do Torneio da NCAA de Marshall em 2015, todos os três irmãos Plumlee ganharam títulos de Torneio da NCAA jogando por Duke.
Os pais de Plumlee são Perky, um ex-jogador de basquete de Tennessee Tech, e Leslie, uma ex-jogadora de basquete de Purdue. Os dois se conheceram em um acampamento de basquete durante o verão de 1979. Seu avô Albert "Bud" Schultz jogou basquete em Michigan Tech (1944), seu tio William Schultz jogou basquete em Wisconsin-Eau Claire (1971–72) e seu tio Chad Schultz jogou basquete em Wisconsin-Oshkosh (1983-86).
Plumlee é cristão. Ele disse: "Eu acho, realmente, que esse é o ponto da minha história, que você tem que andar pela fé e não pela vista. Você não pode ver o sobrenatural e o que Deus planejou”.